# 太田資良
太田 資良（おおた すけよし、承応2年（1653年） - 享保12年5月28日（1727年7月16日））は、江戸時代中期の旗本。
浜松藩初代藩主太田資宗の三男。2代藩主太田資次の弟。母は青木氏。正室は三宅康勝の娘。子に太田資興、太田資生、太田資賢がいる。官位は従五位下、隠岐守。通称は式部。
寛文4年（1664年）5月26日将軍徳川家綱に拝謁する。寛文11年（1671年）11月29日、兄の資次が家督を相続した際、俵米3,000石並びに新田2,000石を分知され、翌12年（1672年）1月18日、寄合に列する。
延宝6年（1678年）、所領が遠江国豊田郡、長上郡、周智郡5,000石に替えられる。天和3年（1683年）2月11日、定火消、元禄3年（1690年）7月3日小姓組番頭、元禄6年（1693年）9月15日御書院番頭、元禄10年（1697年）8月23日御側となる。元禄12年（1699年）8月9日所領が信濃国伊那郡5,000石に替地され松島知行所が成立する。正徳5年（1715年）3月11日、大番頭となる。享保7年（1722年）4月7日に老齢により職を辞し、享保11年（1726年）12月19日に致仕。享保12年（1727年）に江戸で死去。享年75。法名は日性。本行寺に葬られた。子孫は幕末まで旗本として存続する。